# Valentine Cameron Prinsep

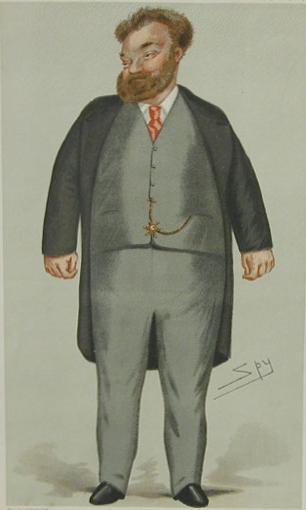
Valentine Cameron Prinsep, karikatyr i Vanity Fair 1877.

Valentine Cameron "Val" Prinsep, född den 14 februari 1838 i Calcutta, död den 11 november 1904 i London, var en engelsk prerafaelitisk målare.

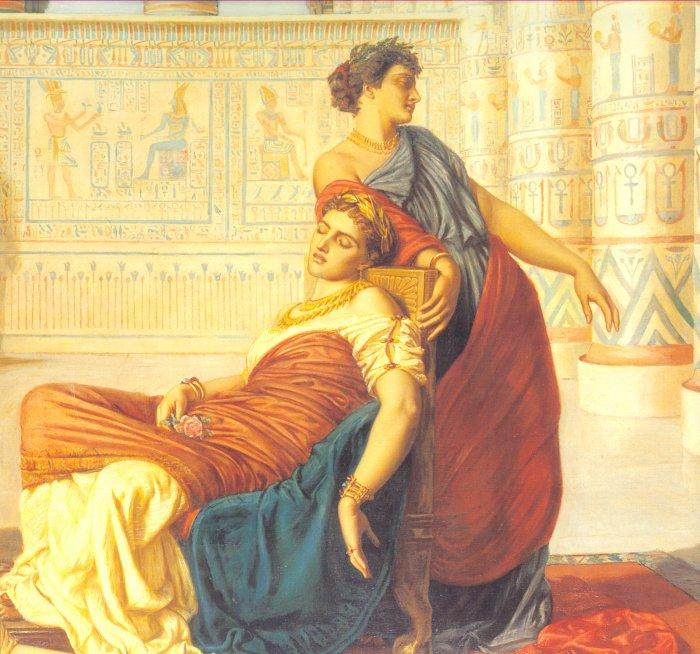
Kleopatras död (beskuren) av Valentine Cameron Prinsep.

Prinsep studerade i London, Paris och Rom. Han bosatte sig sedan i London. Prinsep utförde tavlor, berömda för känsla och behag: Bianca Cappello söker förgifta kardinal de' Medici, Mirjam och Mose som barn, Bacchus och Ariadne, Kleopatras död, Evas uppvaknande, På återseende (Kunsthalle i Hamburg) samt Kejsardömet proklameras i Indien (1880). Han skrev romaner, dramer och reseskildringar, bland annat Imperial India (1879). 